# أوتاربارا
أوتاربارا أو أوتاربارا كوترونج (بالإنجليزية: هي مدينة) بلدية في منطقة هوجلي في البنغال الغربية الهندية. إنها جزء من المنطقة التي تغطيها هيئة تطوير مدينة كولكاتا الحضرية (KMDA).

## التركيبة السكانية
وفقًا لتعداد سكان الهند الصادر عام 2011، بلغ عدد سكان أوتاربارا 159,147 نسمة، حيث يشكل الذكور 81,410 (51%) نسمة بينما تشكل الإناث 77,737 (49%) نسمة. بلغ عدد السكان أقل من 6 سنوات 11.760. بلغ إجمالي عدد المتعلمين في أوتاربارا كوترونج 133.610 (90.65% من السكان فوق 6 سنوات).

## الروابط الخارجية
- موقع بلدية أوتاربارا
- موقع أوتاربارا